# Hygrophilie
Hygrophilie (von altgriechisch ὑγρός hygrós „feucht, nass“ sowie φίλος phílos „liebend“) bedeutet die Vorliebe mancher Pflanzen und Tiere für feuchte Standorte bzw. Biotope. Hygrophile Pflanzen bevorzugen also z. B. Flussufer. Der Begriff Hygrophilie ist nicht mit Hydrophilie zu verwechseln.
Hygrophile Tiere werden gelegentlich auch als Feuchtlufttiere bezeichnet, allerdings wird dieser Begriff praktisch nur im biologie-didaktischen Kontext verwendet. Er dient dazu, auf Anpassungen des Körperbaus an feuchte Lebensräume hinzuweisen, wie sie etwa bei Amphibien und Schnecken zu beobachten sind. Zu den Feuchtlufttieren gehören außerdem Regenwürmer.